# Panorama Pass
Panorama Pass är ett bergspass i Antarktis. Det ligger i Västantarktis. Argentina, Chile och Storbritannien gör anspråk på området. Panorama Pass ligger 250 meter över havet.
Terrängen runt Panorama Pass är kuperad söderut, men norrut är den platt. Havet är nära Panorama Pass åt nordost. Trakten är glest befolkad. Närmaste befolkade plats är Mendel Polar Station, 2,1 kilometer nordväst om Panorama Pass. 